# Койнери
Койнери (на турски: Aliçopehlivan) е село в Източна Тракия, Турция, Вилает Одрин. Населението му е 1890 жители (по приблизителна оценка от декември 2017 г.).

## География
Селото се намира на 17 километра западно от Кешан.

## История
Селото е основано след Руско-турската война 1878 г., от помаци, преселници от село Койнаре и Луковит.
През 1998 селото е преименувано на Аличо пехливан – на името на борецът Кел Аличо, българомохамеданин, преселник от Луковит.